# إلين أورباخ
إلين أورباخ (بالألمانية: Ellen Auerbach)‏ (و. 1906 – 2004 م) هي مصورة من ألمانيا، والولايات المتحدة، ولدت في كارلسروه، توفيت في نيويورك، عن عمر يناهز 98 عاماً.